# Соборная площадь (Полтава)
Собо́рная пло́щадь, Собо́рный майда́н — одна из площадей Полтавы, находится в Шевченковском районе.
Соборная площадь — одна из старейших площадей старинной Полтавы, расположенная на высоком плато в юго-восточной части города. С трёх сторон окружена оврагами. На её территории исследовано древнейшее славянское поселение в пределах города. В XVII-XVIII веках Соборная площадь — центральная площадь Полтавской крепости. Здесь размещались торговые ряды, административные здания, а с восточной стороны — подковообразный бастион, усиленный деревянной Сампсониевской башней. Именно здесь в 1709 году велись ожесточённые бои. В 1909 году в честь защитников на месте бастиона построена Белая беседка (ротонда Дружбы народов).
Долгое время площадь не имела названия и была частью Успенской улицы (сейчас улица Соборности). Когда в середине XVIII столетия тут началось строительство собора, её стали называть Соборной.
После установления в городе советской власти в 1925 году площадь переименовали в Красную. В 1974 году рядом установлен памятный знак восьмисотлетию Полтавы. Во времена независимости Украины, в 1999 году площади было возвращено её историческое название.

## Достопримечательности
На Соборной площади находится усадьба И. П. Котляревского, Свято-Успенский собор с колокольней, Ротонда Дружбы народов, Памятник полтавской галушке. В 2009, к 300-летию Полтавской битвы, здесь соорудили Подольскую башню Полтавской крепости, но назвать это сооружения башней того времени можно лишь с большим сомнениям.

## Галерея фотографий

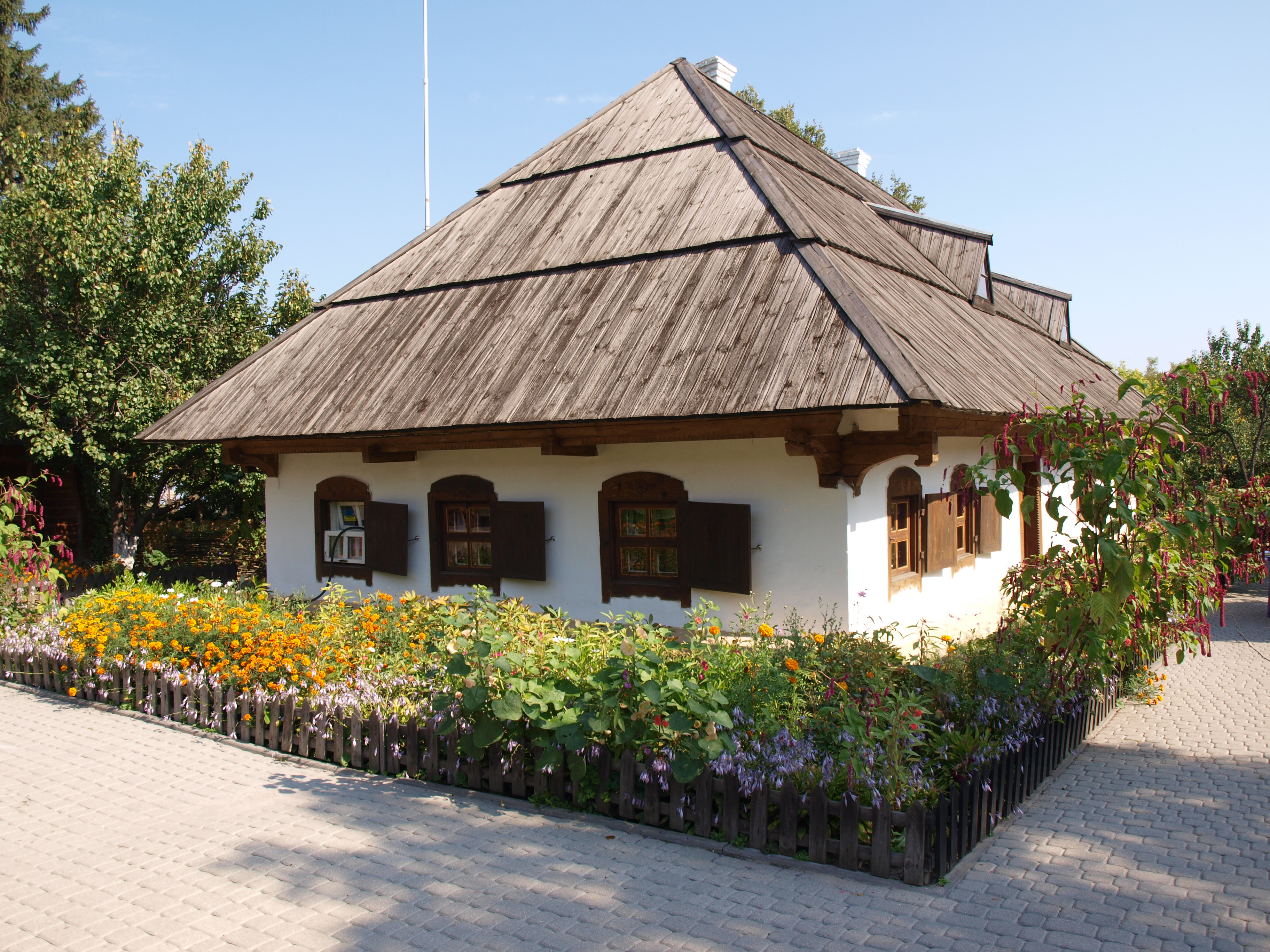
Музей-усадьба писателя И. П. Котляревского
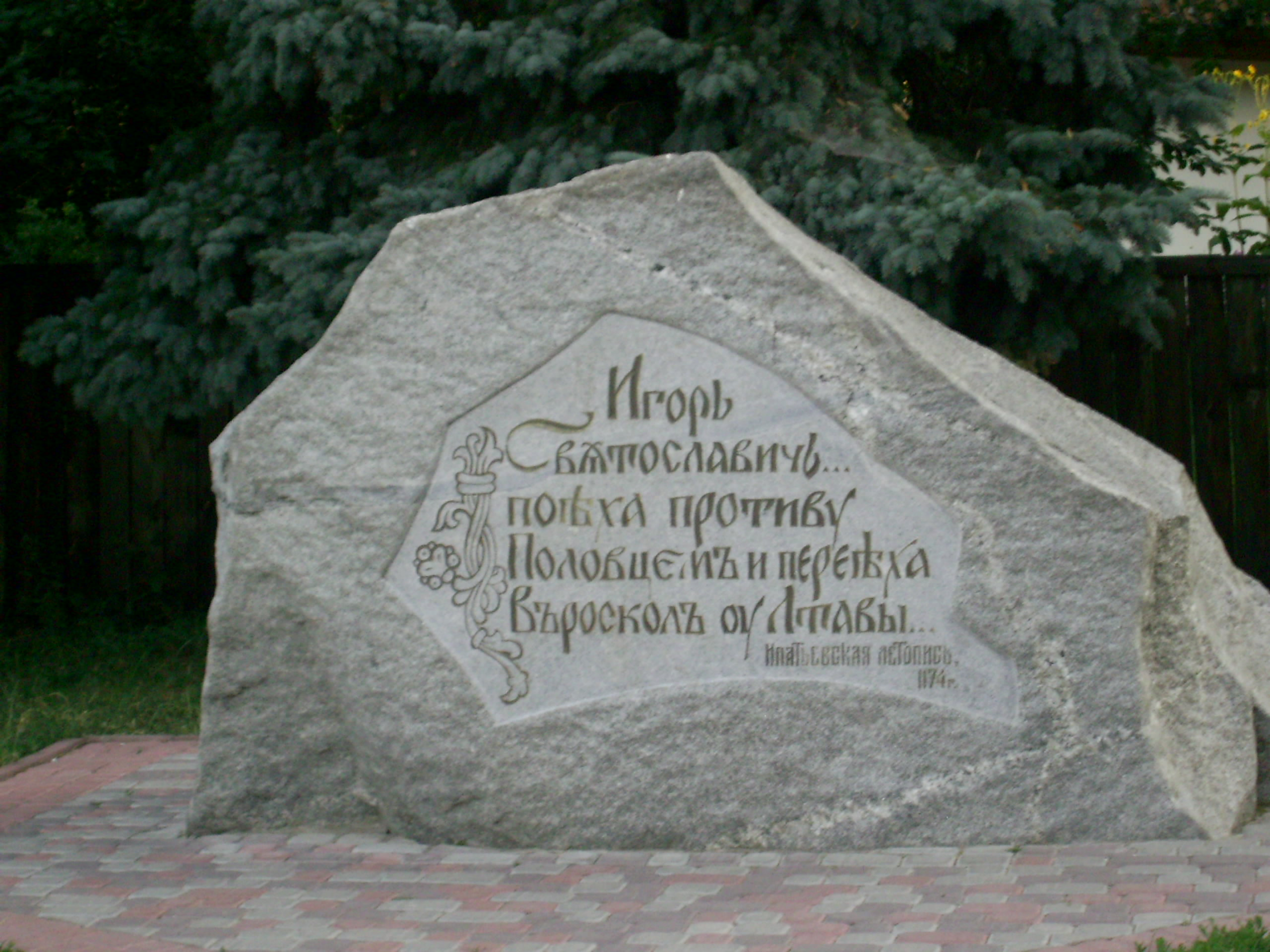
"Игорев камень". Памятный знак в честь 800-летия основания города
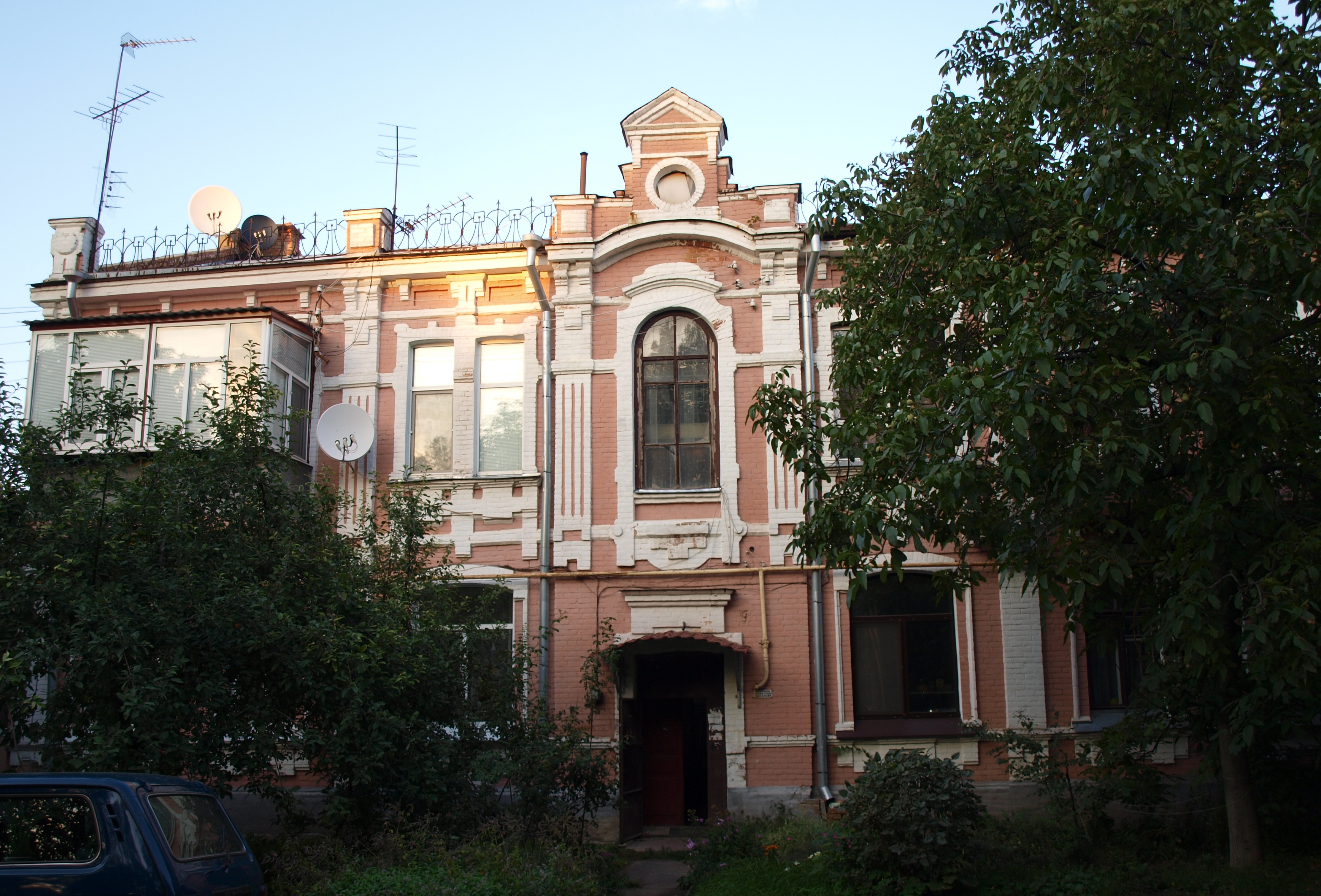
Жилой дом, бывший дом священника
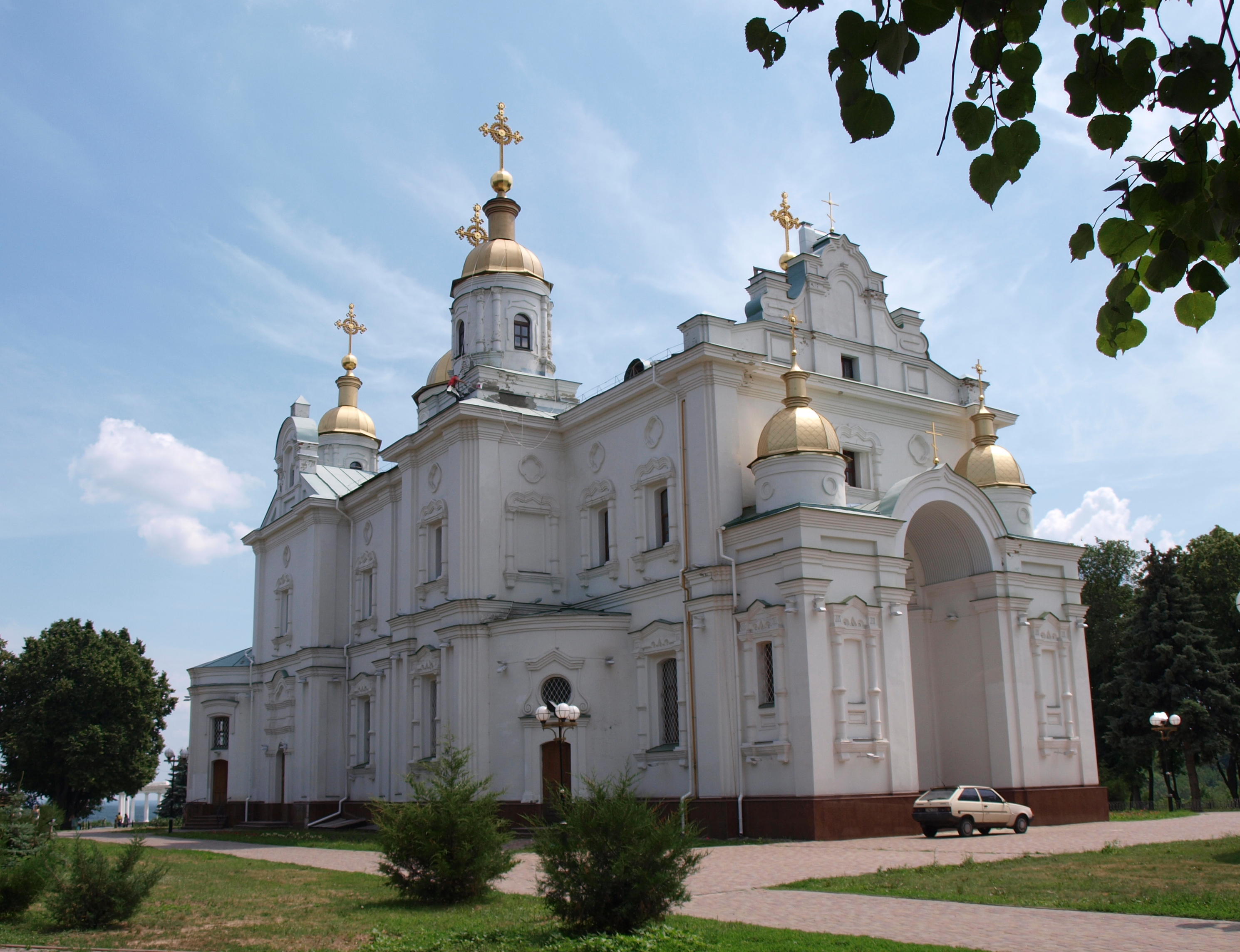
Свято-Успенский кафедральный собор
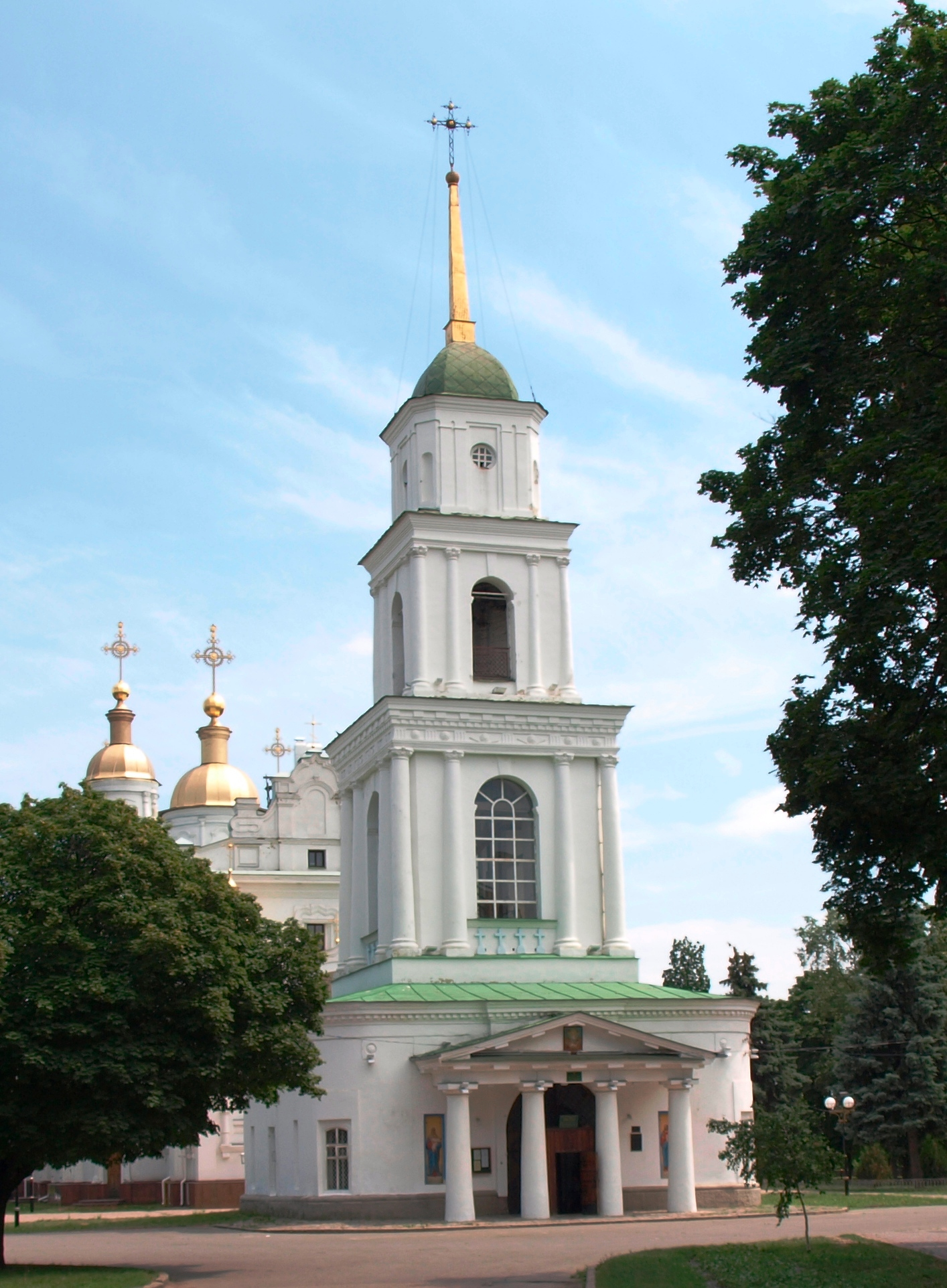
Колокольня Свято-Успенского кафедрального собора
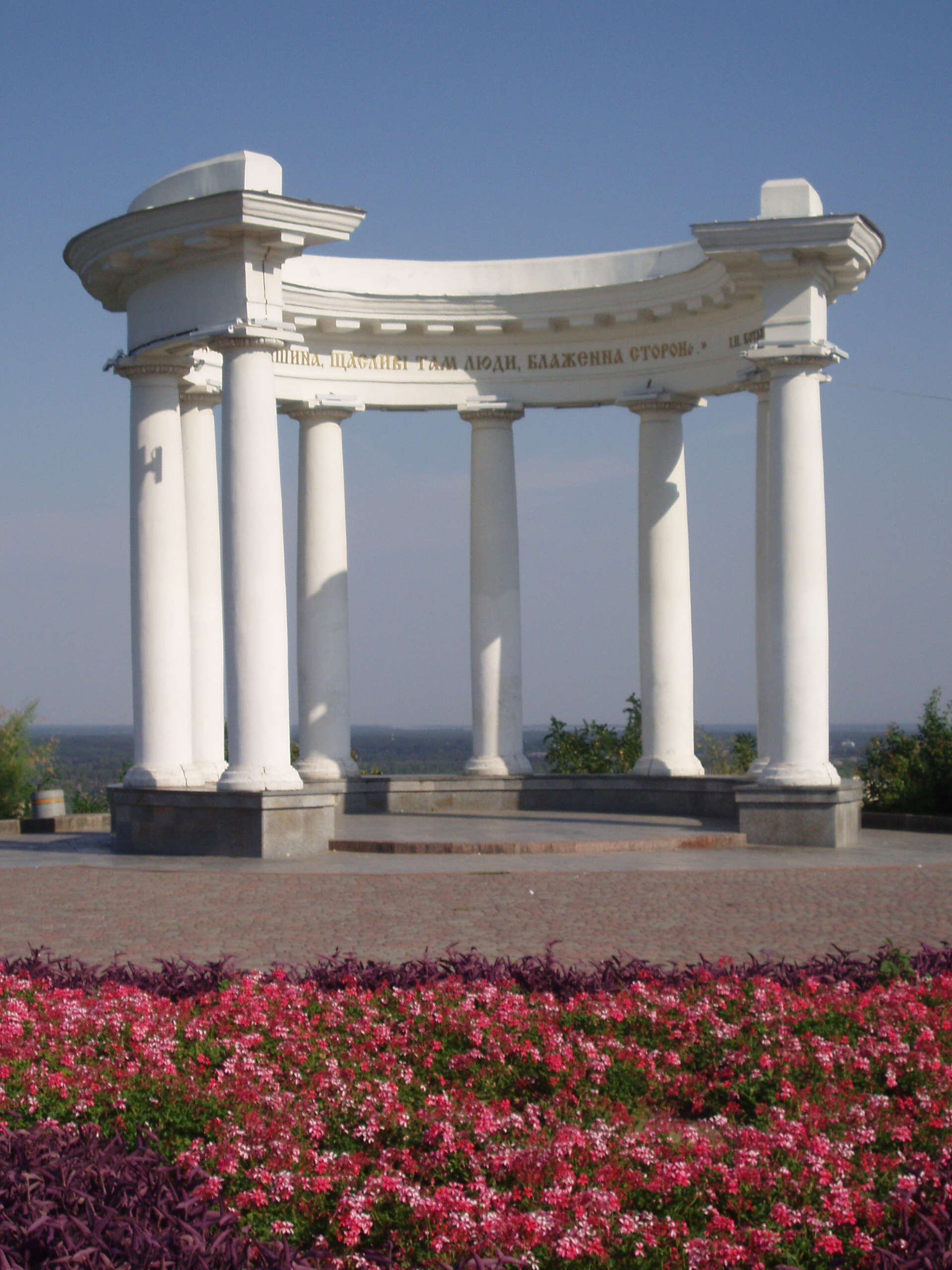
Белая беседка
Памятник украинскому гетману Ивану Мазепе
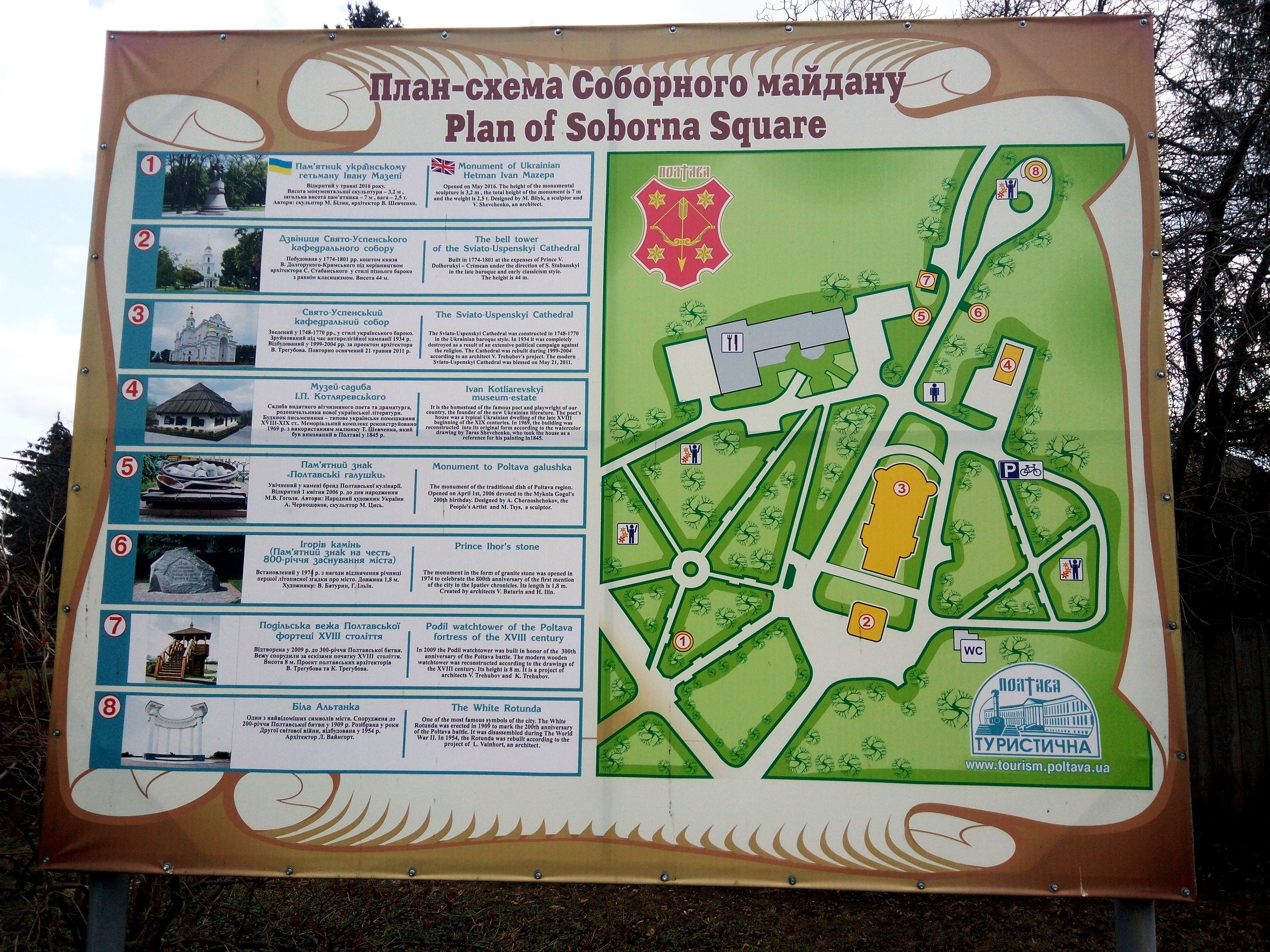
План-схема Соборной площади
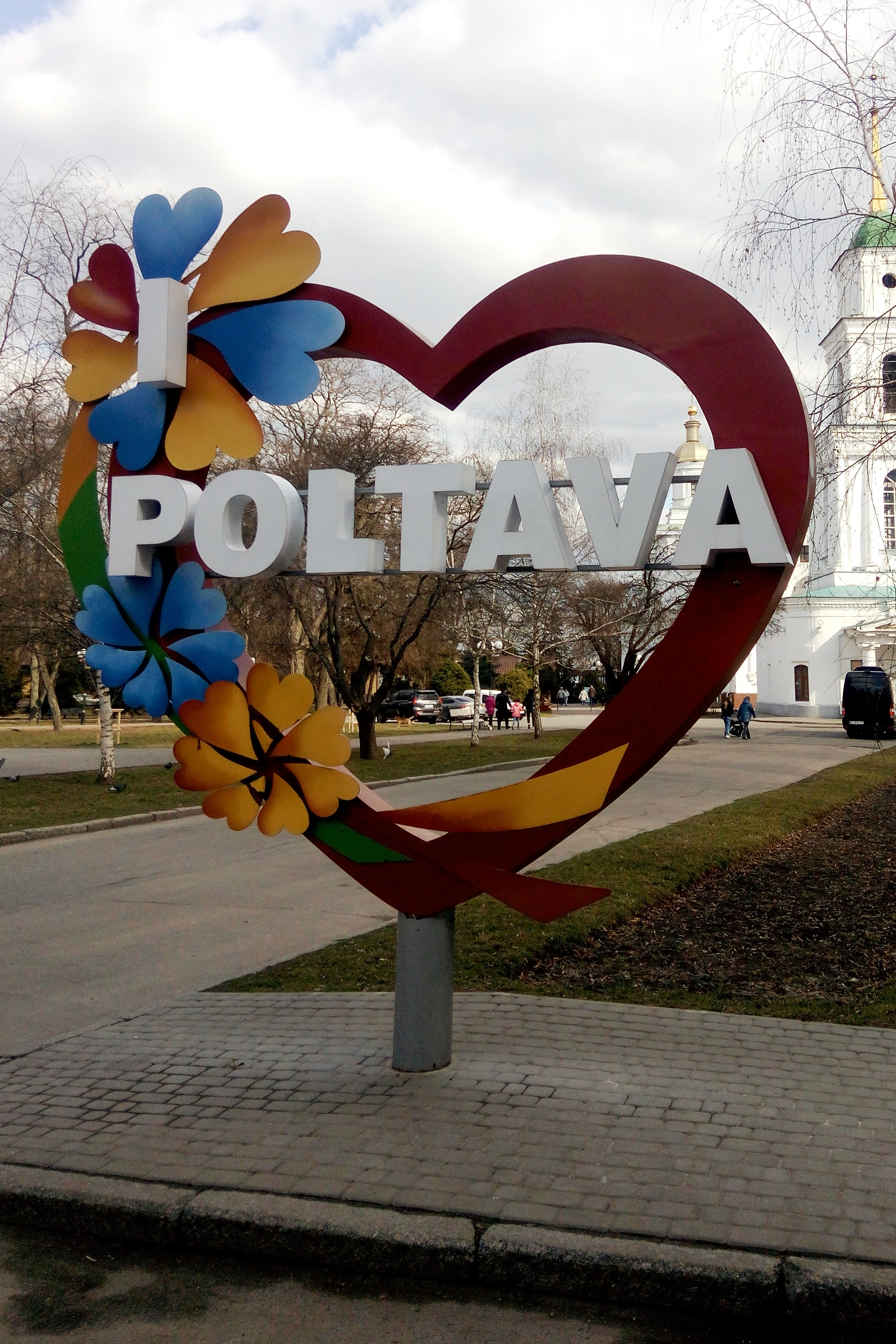
Арт-объект "POLTAVA"